# Hjalmar Zetterström
Carl Hjalmar Zetterström, född 30 maj 1875 i Göteborg, död 24 juni 1954, var en svensk arkitekt och byggmästare. Zetterström ritade främst bostadshus i Göteborg under 1900-talets första decennier i stadsdelarna Inom Vallgraven, Nordstaden, Heden, Johanneberg, Vasastaden och Lorensberg. Husen uppfördes ofta av den egna firman Zetterström & Jonsson.

## Utbildning och verksamhet
Hjalmar Zetterström utbildades till arkitekt vid Chalmers tekniska institut i Göteborg och tog examen 1895. Den kände göteborgsarkitekten Hans Hedlund var då lärare på Chalmers. Efter att ha praktiserat på arkitekt- och byggnadskontor i Göteborg och Malmö åkte Zetterström till Berlin för studier vid Charlottenburgs tekniska högskola och praktik på arkitektkontor i Berlin under åren 1900–1903. Efter återkomsten till Göteborg startade han 1904 arkitektverksamhet och byggnadsfirma som delägare i firman Zetterström & Jonsson. Han startade 1927 ett eget arkitektkontor på Götabergsgatan 20.
Zetterströms första stora verk i Göteborg var det ståtliga huset i  jugendstil, vid Östra Hamngatan 15 i korsningen av Kronhusgatan 14-16, som uppfördes 1906. Stolt reser det sig ovan den hushöjd som annars kännetecknade bebyggelsen inom Vallgraven. Huset beställdes och byggdes av byggmästaren Anders Persson, som sedan bodde högst upp.
Hans Hedlund skrev att byggnadens "30 meter till taknocken alls ej ofördelaktigt förändrat norra delen af Östra Hamngatans annars rätt småborgerliga fysionomi". Ursprungligen var huset i huvudsak byggt för kontor och lager. Det byggdes om 2005 till friskola utan skolgård.
Förutom jugendhuset vid Östra Hamngatan 15 ritade Hjalmar Zetterström även huset vid Södra Vägen 32/Burgårdsgatan 7, som stod klart 1910.
Detta hus drabbades den 3 augusti 2008 av en brand. Som följd av branden och det efterföljande släckningsarbetet blev huset svårt vattenskadat och obeboeligt. Efter ett omfattande återställningsarbete kunde återflyttning av de boende ske i november 2009.
Villa Porthälla i Partille uppfördes 1914–18. Den ritades för direktör Ernst Harbeck (1849–1938), som var ägare av Echs fabriker.
Stilmässigt rörde sig Zetterström mellan den mer ljusa och lekfulla jugendstilen och den strama och allvarligare nationalromantiken. Byggnaderna i jugendstil uppfördes ofta med putsade fasader medan det nationalromantiska idealet krävde äkta och oförfalskade material och därför ofta byggdes i tegel. Fastigheter som Zetterström ritade under 1920-talet utfördes i tjugotalsklassisk stil.

## Övriga byggnadsverk i urval
- Kungsgatan 10 A-B (1908–09)[10][8][11]
- Hörnhuset Kungsgatan 9 A/Luntantugatan 2 (1909)[8][12]
- Aschebergsgatan 22 (1910)[13]
- Burgårdsgatan 9-13 (cirka 1910–15). Detta hus revs på 1980-talet.
- Hörnhuset Skånegatan 31/Burgårdsgatan 15 (1910)[6]
- Linnéplatsen 1 (1913). Huset ritades tillsammans med arkitekten Oscar W. Nilsson (1913).[6]
- Engelbrektsgatan 35-37 (1914)[8][14]
- Falkgatan 13-15 tvärgata till Ånäsvägen i Bagaregården, Landshövdingehus (1915).[15]
- Ullervi fotbollsbana, idrottsplats invigd den 17 september 1916.[16] Arenans huvudläktare utformades av arkitekten Karl M. Bengtson.
- Laurinska villan i Lysekil, sedermera redaktionshus för Lysekilsposten (1920).[17]
- Hörnhuset Föreningsgatan 39/Erik Dahlbergsgatan 38 (1924)[6]
- Eklandagatan 1 (1928)[9]
- Sylvestergatan 10 (1929)
- Hörnhuset Eklandagatan 2/Södra Vägen 63 (1930)

## Familj
Hjalmar Zetterström var son till målarmästare Karl Julius Zetterström och Marie Charlotte Andersson.
Han var sedan 1907 gift med Helfrid, född Schmidt, (1882–1948). De hade barnen Bertel (1908–1963) och Kerstin (1910–1996). Dottern Kerstin gifte sig 1933 med Orla Kjær (1897–1959) och var bosatt i Aalborg. Denna släktgren lever kvar i Danmark.
Hjalmar Zetterström är gravsatt i familjegraven på Kvibergs kyrkogård. Vid sin död var han bosatt på Berzeliigatan 19.

## Bilder

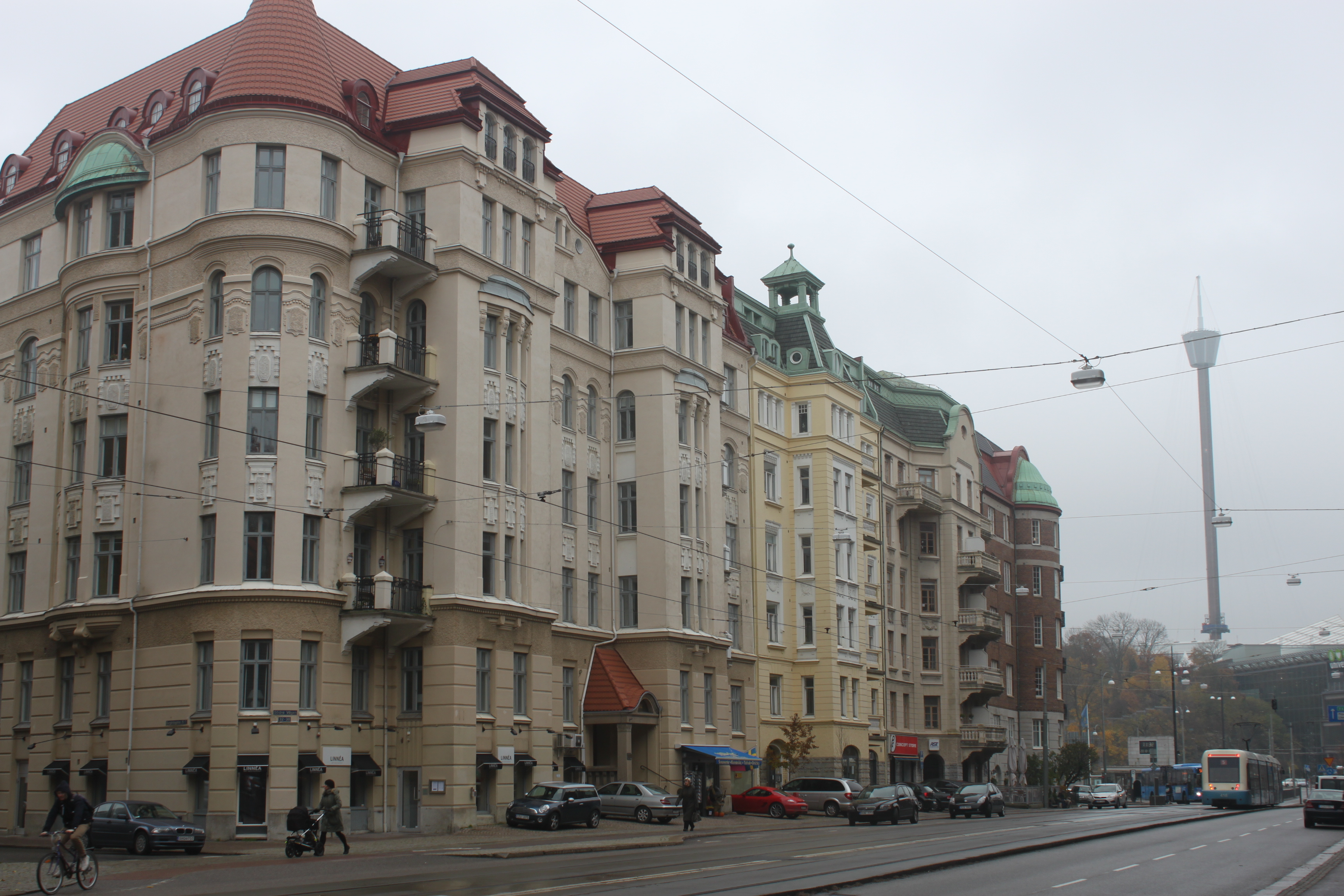
I fonder: Burgårdsgatan 7 – Södra Vägen 32 i november 2010. Huset var färdigbyggt 1910.
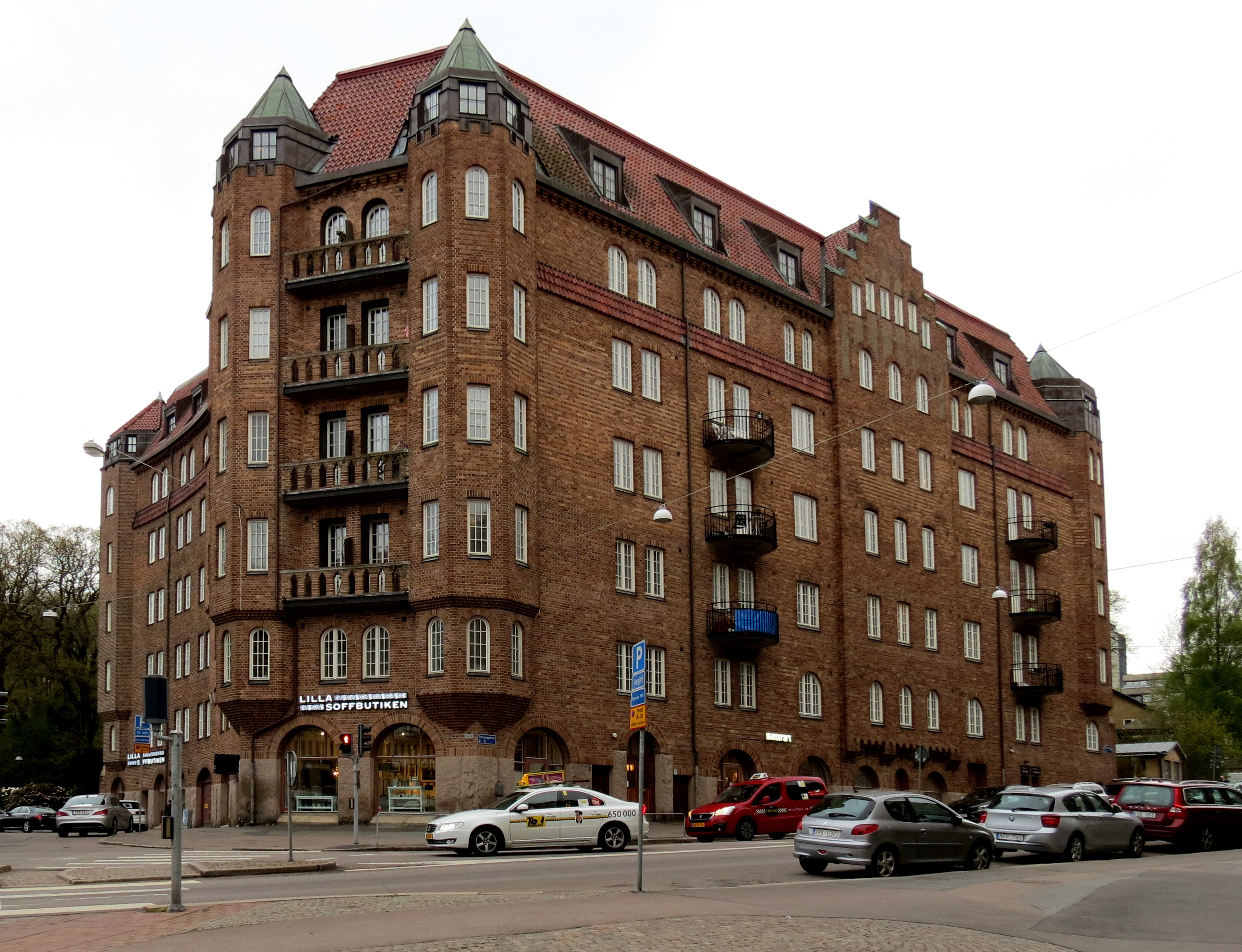
Rosengatan 2-4, uppfört 1913
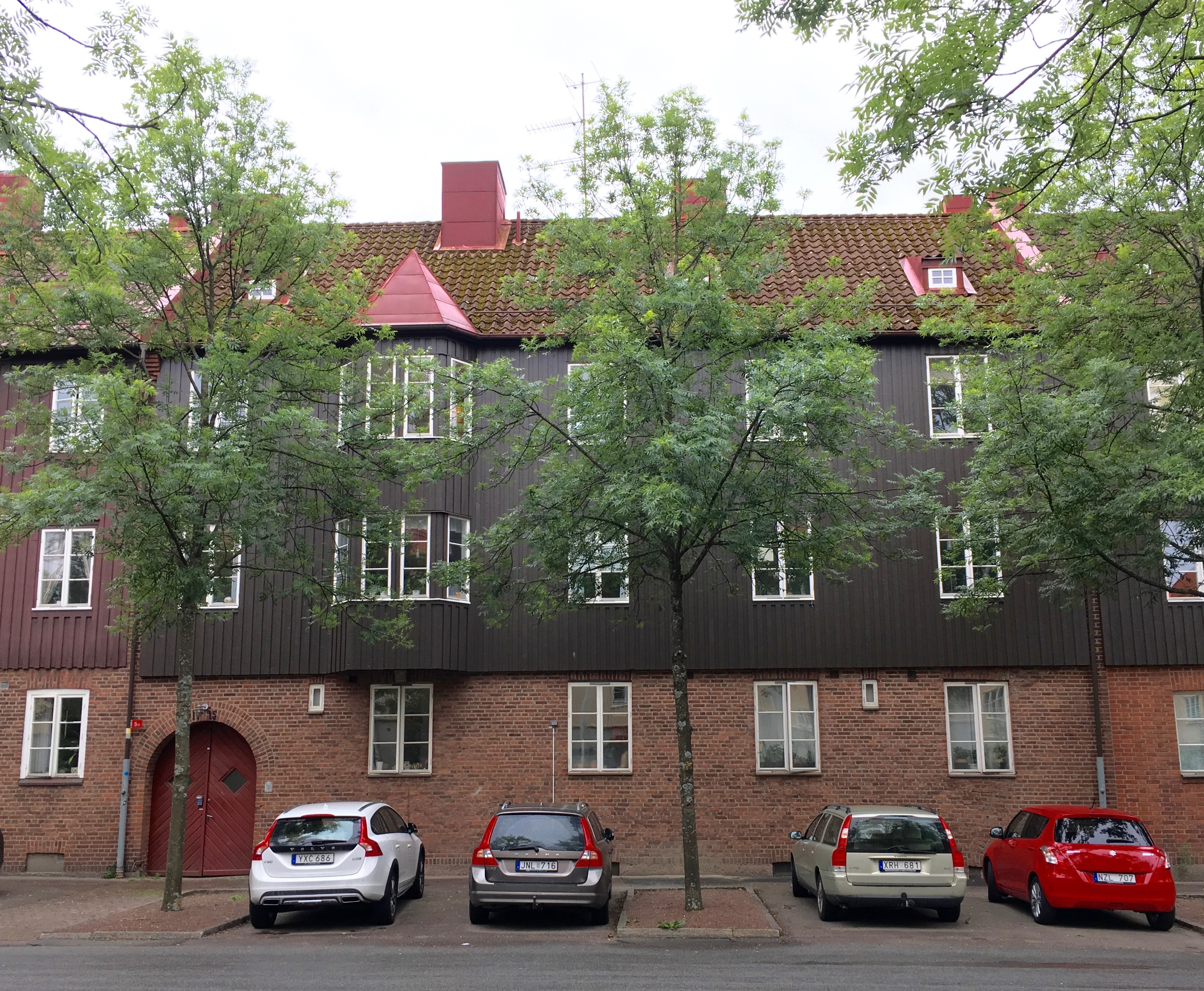
Falkgatan 15 i Bagaregården. Huset byggdes 1915.
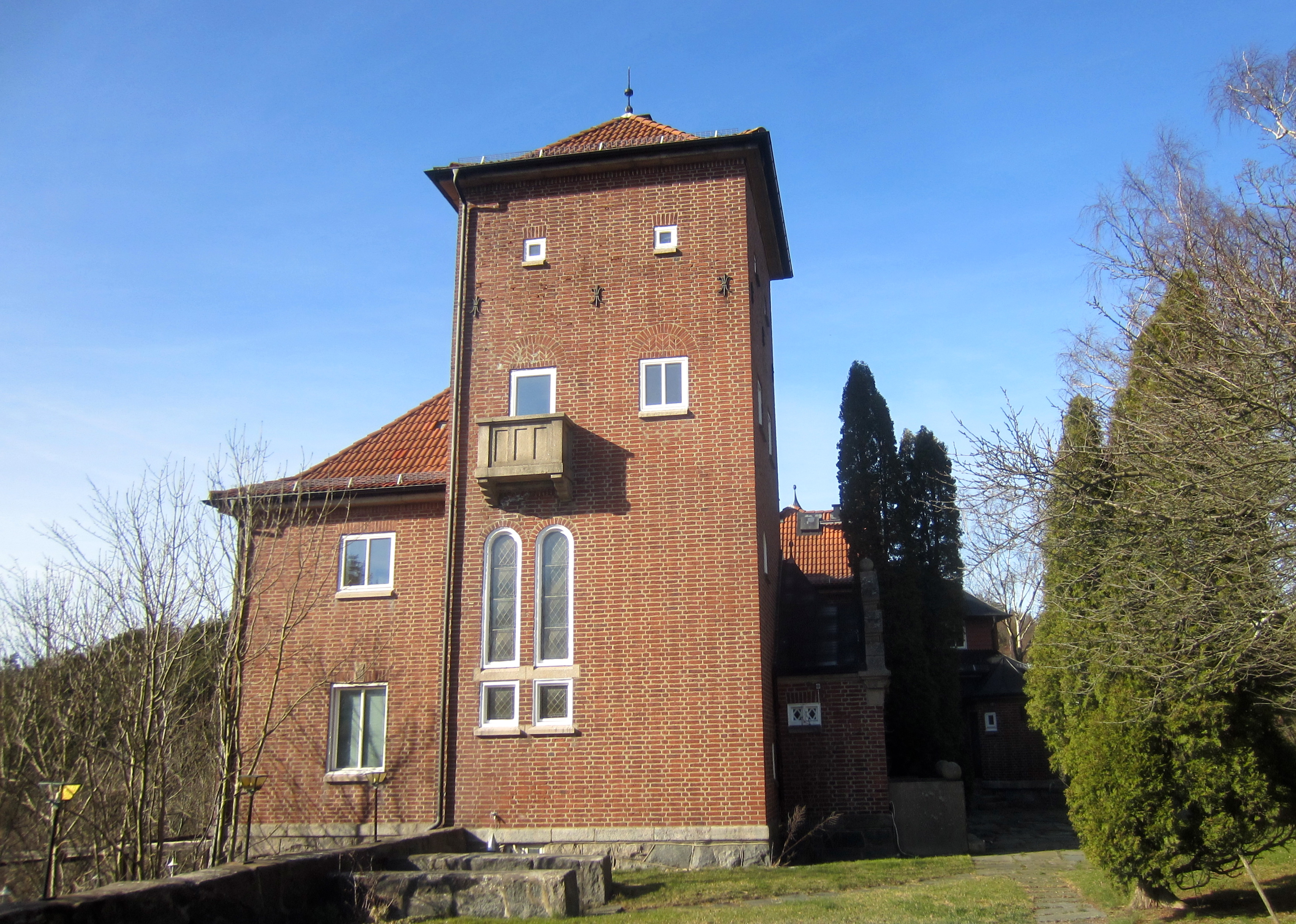
Villa Porthälla i Partille. Huset stod klart 1918.
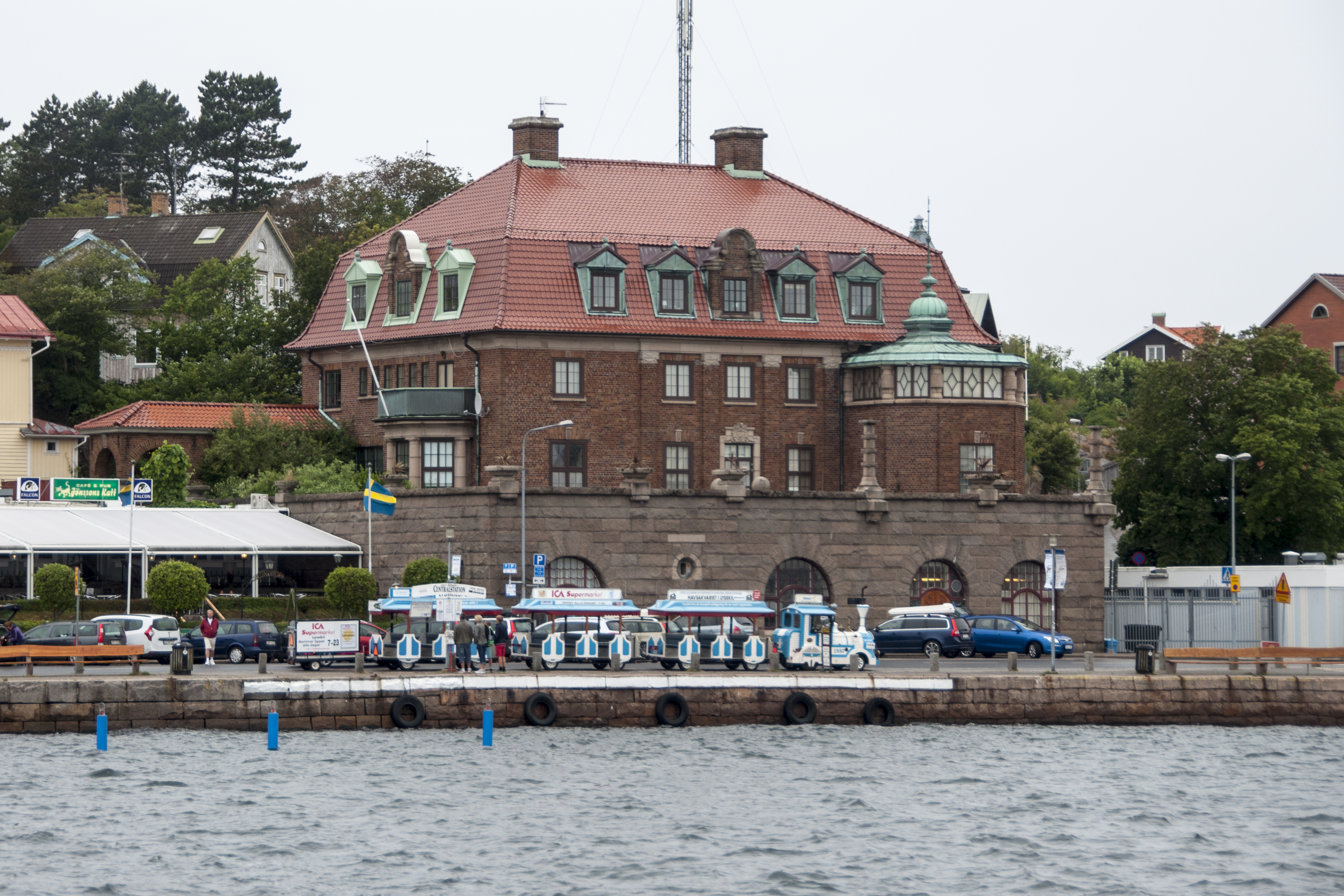
Laurinska villan, Lysekil. Huset stod färdigt 1920

## Referenser

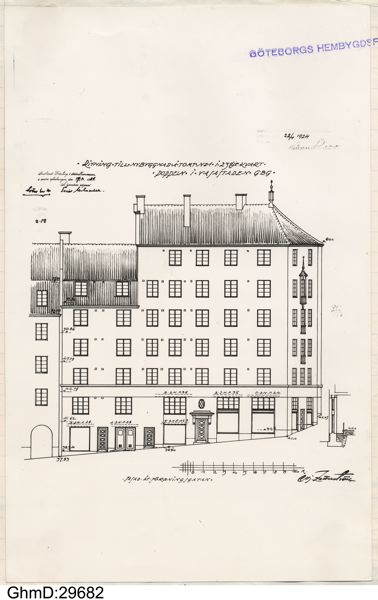
Fasadritning av Hjalmar Zetterström den 22 april 1924 till nybyggnad av hörnhuset Föreningsgatan 39 och Erik Dahlbergsgatan 38. Ritning i Göteborgs stadsmuseum.